# Archives nationales de Papouasie-Nouvelle-Guinée
Pour les articles homonymes, voir Archives nationales (homonymie).
Les Archives nationales de Papouasie-Nouvelle-Guinée, en anglais National Archives and Public Records Services of Papua New Guinea ont pour mission la préservation des documents produits par le gouvernement de ce pays. Leur origine remonte à 1957,. Elles dépendent depuis septembre 1993 du bureau des bibliothèques et archives (Office of Library and Archives Board). Le siège de cette administration est situé à Waigani en périphérie de la capitale Port-Moresby. Environ 100000 documents y sont conservés. Il s'agit principalement d'archives produites par l'administration centrale, on y trouve aussi quelques archives privées.